# Les Petits Aquariums
Les Petits Aquariums est une pièce de théâtre de Philippe Minyana créée le 11 mai 1989 au Centre dramatique de Calais, dans une mise en scène de Robert Cantarella.
Elle a été éditée chez Actes Sud en 1989 et reprise au Festival d'Avignon (off) en 1995.

## Argument
Les histoires macabres de deux sœurs...